# Go-Yozei
Go-Yozei, född 1571, död 1617, var regerande kejsare av Japan mellan 1586 och 1611.